# Ezüstgyopár díj
Ezüstgyopár díj a Romániai Magyar Pedagógusok Szövetsége (RMPSZ) által évente kiosztott kitüntetés a romániai magyar nyelvű oktatás és nevelés szakterületén kifejtett életmű-tevékenységért: „Az RMPSZ megyei és körzeti elnökeinek javaslata alapján az elismerést olyan Romániában élő pedagógusok kaphatják meg, akiknek kiemelkedő tevékenysége a romániai magyar közoktatás megmaradását, fejlesztését, az anyanyelvű kulturális örökség megtartását szolgálta. Tevékenységükkel hozzájárultak nemzeti értékeink megmaradásához. A díj emlékéremből és díszoklevélből áll.”

## A díj kitüntetettjei

### 1999
- Ajtay Ferenc, Anavi Ádám
- Baka Judit, Dr. Balázs Lajos, Bandi Árpád, Barabás Vilmos, Bardóczi Anikó, Benczédi Huba, Bíró Tibor
- Csőgör Enikő, Czirman Irén,
- Deme László
- Elekes Sándor, Éltető Mária, Erdei János
- Frayna Edit
- Gagyi Erzsébet, Gálfalvi Sándor - post mortem, Grebur Miklós, Guttman Mihály, Gúzs Imre
- Halász Magdolna, Hegyi Miklós
- Kálmán Márta, Korodi Janalka
- Mészáros Éva, Mirk László, Moscviciov Erzsébet
- Nagy Ilona, Nagy Zita
- Pál Ferenc, Papp József, Péter Albert, Péter Juliánna, Pupp József, *Rauscher Erzsébet, Rokaly József
- Sántha Tibor, Scheibert Irén, Simon József, Dr. Székely József - post mortem, Szilágyi Edit - post mortem
- Tóth Gizella
- Vadász Ernő, Varga Erzsébet, Dr. Vofkori László
- Dr. Weszely Tibor
- Zsizsik Jenő - post mortem

### 2001

#### Maros megye
- Donáth Árpád, főtanfelügyelő-helyettes
- Kovács Júlia, szaktanfelügyelő, RMPSZ-ügyvezető elnök
- Horváth Gabriella, a marosvásárhelyi Bolyai Líceum aligazgatója, RMPSZ-ügyvezető elnök
- Ábrám Noémi, tanítónő
- Mihály István, tanár
- Bocskai László, a segesvári pedagógus-szövetség elnöke

#### Díszoklevélben részesült
- Szabó György Pál tanár
- Mánya Béla tanár
- Farkas Ernő szaktanfelügyelő
- Csegzi Sándor alpolgármester, tanár
- Borsos Szabolcs tanár
- Andrási Árpád, a marosludasi pedagógus-szövetség elnöke
- Kun László, a szászrégeni pedagógus-szövetség elnöke
- Pataki László, a dicsőszentmártoni pedagógus-szövetség elnöke

### 2003
- Balogh Gizella, Józsa Benjámin
- Barabás Mihály, Keresztély Irma
- Bardocz Imre, Lakatos Nella
- Becsek Ede, Mézes Ibolya
- Boór Béla, Muhi Sándor
- Bordás Irénke, Nagy Károly
- Csetriné Lingvay Klára, Percze Ferenc
- Deák Imre, Péter András
- Deme Teréz, Simon István
- Demeter Pál, Starkné Szilágyi Erzsébet
- Doboly Beatrix Ilona, Szabó Anna Mária
- Farkas Éva, Szabó Terézia
- Fekete Károly, Szász Károly
- Gagyi Mária, Szegedi László
- Gergely György, Szilágyi Zsolt
- Gub Jenő, Szombati József
- Holló Árpád, Turai Adél
- Horváth Zoltánné, Elekes Ida

### 2005
- Balázs Vilmos, Hargita megye
- Barabás Attila, Hargita megye
- Bencze Mihály, Brassó megye
- Bereczki Margit, Kolozs megye
- Biró Dónát, Maros megye
- Bokor Irén, Bihar megye
- Boros Mihály, Szatmár megye
- Burus Siklódi Botond, Hargita megye
- Demeter Jenő, Kovászna megye
- Ferenczi Éva, Szatmár megye
- Gálfalvi Gábor, Hargita megye
- Györgypál Lajos, Kovászna megye
- Hauer Erich, Hunyad megye
- Illyés Katalin, Hunyad megye
- István Tibor, Bihar megye
- Jenes András, Temes megye
- Kántor István, Hargita megye
- Kovács Irma Mária, Temes megye
- Kovács-Kalit Előd, Brassó megye
- Köller Éva, Máramaros megye
- Lakos Béla, Kovászna megye
- Matekovits Mihály, Arad megye
- Mungiuné Juhos Klára, Kolozs megye
- Nagy Antal István, Hargita megye
- Nagy Erzsébet, Kovászna megye
- Nagy István, Kovászna megye
- Osváth Sára, Szilágy megye
- Pánczél Ilona, Kovászna megye
- Pápa Gyula, Bihar megye
- Seres Zsófia, Kolozs megye
- Serfőző Antal, Hargita megye
- Szakács Ida, Fehér megye
- Szakács József, Fehér megye
- Székely Szidónia, Szeben megye
- Takó Imre, Kovászna megye
- Tárnoky György, Bihar megye
- Tellmann Jenő, Kolozs megye
- Thoroczkay Sándor, Szatmár megye
- Tótharsányi Sándor, Hargita megye
- Tulipánt Ilona, Bukarest
- Túros Endre, Hargita megye
- Vikol Erzsébet, Kovászna megye
- Zoltán Hajnal, Beszterce-Naszód megye

### 2007
- Bajcsi Ildikó, Kovászna megye
- Bokor István, Bihar megye
- Buzás Pál, Kolozs megye
- Cseterky Csaba, Bihar megye
- Erősdi Vilma, Szeben megye
- Fábián Márta, Kovászna megye
- Farkas Anna Lili, Brassó megye
- Fórika Éva, Fehér megye
- Józsa Gerő, Maros megye
- Kerekes Jolán, Beszterce-Naszód megye
- Kerekes Simon, Kovászna megye
- Keresztes László, Kovászna megye
- Kónya László, Szatmár megye
- Krizbay Mária, Kolozs megye
- Kürthy Katalin, Kolozs megye
- Ladó Dénes, Hargita megye
- Lovas János, Szatmár megye
- Lozsádi Attila, Maros megye
- Márton Anna, Kolozs megye
- Máthé Dénes, Kovászna megye
- Mohácsek Ákos, Hargita megye
- Nagy Csaba Sándor, Maros megye
- Nagy Gizella, Arad megye
- Nagy Olga, Maros megye
- Oláh Margit, Szilágy megye
- Olosz Ferenc, Szatmár megye
- Papp Mihály, Hargita megye
- Ricii József, Kolozs megye
- Sárkány Panna, Beszterce-Naszód megye
- Serényi János, Hargita megye
- Sütő Dezső, Hunyad megye
- Szakács Paál István, Hargita megye
- Szász-Mihálykó Mária, Hargita megye
- Széll Zoltán, Hunyad megye
- Szilveszter Hajnalka, Brassó megye
- Tácsi László, Temes megye
- Tatár Zsuzsanna, Kovászna megye
- Tóth Irma, Maros megye
- Ujj Ágnes, Arad megye
- Vámos Margit, Temes megye
- Vánk Sándor, Máramaros megye
- Zahu Valéria, Bihar megye

### 2009
- Bálint Ünige, Balogh Deák Anikó, Bartha István, Betuker János, Bődi Kálmán Béla, Borsos Károly László
- Csipő Irma
- Domokos Zsuzsánna
- Fazakas Gyula
- Gál Irén
- Hadnagy Dénes, Hadnagy Éva, Halmos Katalin, Hermann Rozália, Hodor Teréz
- Jakabházi Béla, Jánossy Sándor
- Kallós Zoltán, Keresztes Gizella, Kerekiné Magyarosi Ildikó
- László János
- Máthé Mária, Mayla Júlia
- Nagy János
- Pálfalvi Pál, Pásztori Klára, Patek Mária Anna
- Rácz Ferenc
- Sándor Erzsébet, Segesvári Erzsébet, Sinka Ignác, Srankó Ferenc
- Szévsi Antal, Széplaki Károly, Szőllősi Ferenc
- Tüth Mária, Trozner Erzsébet Paula
- Váncsa Albert, Vásárhelyi János, Vida Zoltán, Vincze Anna, Vincze István

## Külső hivatkozások
- Udvary Frigyes, A romániai magyar kisebbség történeti kronológiája 1990–2009